# Only Forever
Only Forever ist ein Song von James V. Monaco (Musik) und Johnny Burke (Text), der 1940 veröffentlicht wurde.
Monaco und Burke schrieben „Only Forever“ für den Film Rhythm on the River (1940, Regie: Victor Schertzinger). In den Hauptrollen agieren Mary Martin und Bing Crosby, der den Song vorstellt. Monaco und Burke erhielten für Only Forever 1941 eine Oscar-Nominierung in der Kategorie Bester Song.

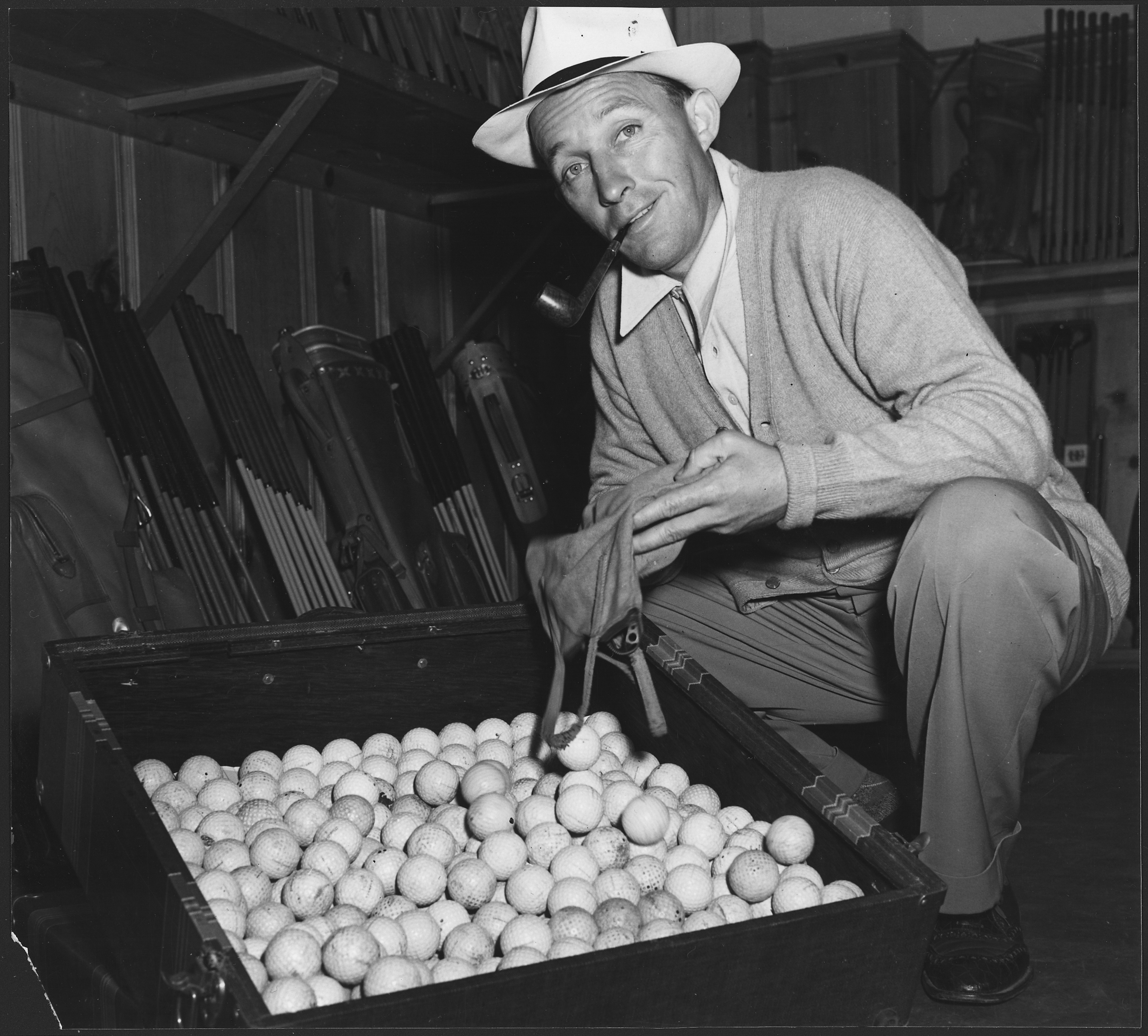
Bing Crosby (1942)

Bing Crosbys Plattenaufnahme des Songs, begleitet von John Scott Trotter and His Orchestra, erschien auf Decca 3300, gekoppelt mit When the Moon Comes Over Madison Square und bescherte ihm einen Nummer-eins-Hit in den USA. Auch Eddy Duchin kam mit dem Song in die Top 20.
Bereits 1940/41 entstanden mehrere Coverversionen des Filmsongs, u. a. von Gene Krupa and His Orchestra (Gesang: Howard Dulaney; Okeh 5686) und vom Tommy Dorsey Orchestra (Gesang: Allan Storr, Victor 26666), das mit Only Forever im September 1940 in den Vereinigten Staaten auf #7 der Hitparaden gelangte, wo er neun Wochen blieb.
In Belgien coverten ihn die Swingorchester von Jean Omer, Jeff De Boeck, René Gil und John Ouwerx. In den 1950er- und 60er-Jahren interpretierten außerdem das Count Basie Orchestra mit Joe Williams, The Hi-Lo’s, Tiny Bradshaw, Nat King Cole, Al Bowlly, Kay Starr und Dean Martin den Filmsong; letzterer produzierte im Laufe der Jahre sogar zwei eigenständige Versionen (1957 auf Pretty Baby und 1978 auf Once in a While). Ted Curson nahm auf seinem Prestige-Album Fire Down Below 1962 eine Instrumentalversion auf.